# Natasha Thomas
Natasha Thomas, née le 27 septembre 1986 à Roskilde (Danemark), est une chanteuse, auteure-compositrice-interprète danoise de pop musique et de tanzhammer pop. 

## Carrière
En 2003, à l'âge de seize ans, Thomas sort son premier single Why (Does Your Love Hurt So Much), qui atteint le numéro quarante dans le classement allemand (et rentre au top 4 dans le classement radio)[réf. nécessaire]. 
Save Your Kisses For Me sort début juin 2004, rencontrant un grand succès, tandis que son deuxième single It's Over Now atteint la 12e place des classements[réf. nécessaire].
Thomas est ensuite recrutée pour représenter la marque de mode Lacoste. Sa chanson « Save Your Kisses » est notamment utilisée pour une publicité de la marque pour le parfum « Touch of pink »,.
Plus tard, Thomas rompt son contrat d'enregistrement mondial avec Sony Music et lance sa propre maison de disques avec son équipe de direction[réf. nécessaire]. Le résultat de ce nouveau choix artistique est son deuxième album Playin 'With Fire, sorti en 2006 et réédité l'année suivante pour inclure le single Real.
En 2013, Thomas annonce qu'elle a officiellement quitté l'industrie musicale. Elle possède sa chaîne YouTube, sur laquelle elle donne des conseils de maquillage.

## Discographie

### Singles
| Année | Titre                                                                | Plus haute position dans les classements | Plus haute position dans les classements | Plus haute position dans les classements | Plus haute position dans les classements | Plus haute position dans les classements | Plus haute position dans les classements | Album             |
| Année | Titre                                                                | GER                                      | AUT                                      | CH                                       | UK                                       | DEN                                      | NOR                                      | Album             |
| ----- | -------------------------------------------------------------------- | ---------------------------------------- | ---------------------------------------- | ---------------------------------------- | ---------------------------------------- | ---------------------------------------- | ---------------------------------------- | ----------------- |
| 2003  | "Why (Does Your Love Hurt So Much)" Date of sortie : 21 juillet 2003 | 40                                       | 45                                       | —                                        | —                                        | —                                        | —                                        | Save Your Kisses  |
| 2004  | "It's Over Now" Feat. Sugar Daddy Date de sortie : 2 février 2004    | 12                                       | 14                                       | 42                                       | —                                        | —                                        | —                                        | Save Your Kisses  |
| 2004  | "Save Your Kisses For Me" Date of sortie : 20 juin 2004              | 13                                       | 27                                       | 51                                       | —                                        | —                                        | —                                        | Save Your Kisses  |
| 2005  | "Skin Deep" Date of sortie : 18 novembre 2005                        | 52                                       | —                                        | —                                        | 54                                       | —                                        | —                                        | Playin' With Fire |
| 2010  | "Alene" Date of sortie : 13 décembre 2010                            | —                                        | —                                        | —                                        | —                                        | 9                                        | 22                                       | Non-album single  |

### Autres chansons
- 2004 : Let Me Show You (The Way) (premier au classement espagnol Los 40 Principales)
- 2009 : Solo Con Te (avec Tony Henry)
- 2011 : Alene